# قضية الدكتور سين
قضية الدكتور سين هو مسلسل تلفزيوني عراقي.

## الممثلون
- خليل الرفاعي
- عبد الخالق المختار
- فاطمة الربيعي
- عواطف السلمان
- عبد القادر الحلبي
- ليلى محمد
- مها النمر
- غالب جواد
- بهجت الجبوري
- آلاء حسين
- إيناس طالب
- كريم محسن
- عايدة الغريب
- زهرة الربيعي
- علي عبد الحميد
- غسان العزاوي
- منى البصري
- فرجينيا ياسين
- وجدان الاديب